# Парк ім. О. І. Ющенка
Парк ім. О.І. Ющенка — парк-пам'ятка садово-паркового мистецтва місцевого значення, розташований на території обласної психоневрологічної лікарні у м. Вінниці.  
Статус надано відповідно до Рішення Вінницького облвиконкому № 335 від 22.06.1972 р. 
Парк було закладено у 1898 році, через рік після початку будівництва корпусів лікарні на південно-західній околиці міста у місці впадіння річки Вишня в Південний Буг. Роботами керував лікар Л.Л. Дарашкевич.
Від центрального входу в парк починається алея з вулиці Пирогова до головного корпусу лікарні. Виділяється алея клиноподібними кронами пірамідальної тополі, серед якої зростає єдиний в області жіночий екземпляр. По обидві сторони алеї - фруктовий сад, за ним - декоративні насадження. Центральна алея перетинається з трьома бічними. 
За фасадом лікувальних корпусів, витягнутих в одну лінію зі сходу на захід - старі насадження: ясени, дуби, клени. За ними - крутий берег Південного Бугу з гранітними скелями та джерелами ґрунтової води. Вздовж річки ростуть біла акація, дика яблуня, груша, волоський горіх. Паркові схили поступово сходять донизу і біля берега закінчуються зеленою смугою великого лугу. 
В парку зростає багато рідкісних порід. Зокрема, алея модрини європейської, біогрупа горіха Зібольда, кульоподібна акація, прищеплена форма клена-явора пурпуролистого, туя західна, екземпляр евкаліпта (у відкритому ґрунті поблизу оранжереї), а також рожевоквітуча форма каштана кінського. З чагарникових порід висаджено бирючину, акацію жовту, спірею, аронію чорноплідну, форзицію, самшит, магнолію падуболисту та ін. Насадження нараховують понад 85 видів деревно-чагарникових рослин.